# Capinzal
Capinzal es un municipio brasileño del estado de Santa Catarina. Tiene una población estimada al 2022 de 23 314 habitantes. Pertenece a la Región metropolitana de Contestado.

## Historia
A finales del Siglo XIX la localidad era solo una extensa hacienda, su colonización se intensificó en 1890. A principios del Siglo XX, descendientes italianos provenientes de Río Grande del Sur se instalaron a orillas del Río do Peixe. Con la construcción del ferrocarril São Paulo - Rio Grande do Sul, la localidad era conocida como "Rio Capinzal" y pertenecía al municipio de Campos Novos. Fue nombrado distrito el 18 de noviembre de 1914.
Capinzal se emancipó el 30 de diciembre de 1948, instalando el municipio el 17 de febrero de 1949. El nombre Capinzal, del portugués para pradera, viene por la abundancia de verde en el terreno de la localidad.